# Ржевуська
Ржевуська — станція Південно-Західної залізниці (Козятинська дирекція залізничних перевезень) на східній околиці міста Погребище.
Станція названа на честь магнатів Ржевуських, що побудували її в кінці XIX століття (1890 рік) та володіли Погребищем за часів Польщі та Росії. Через станцію ідуть поїзди на Умань, Жашків, Козятин, Вінницю, Київ та інші міста. У 2006 році вокзал станції відреставровано, але колишня вокзальна будівля, споруджена за часів графа Ржевуського була збережена.

## Галерея

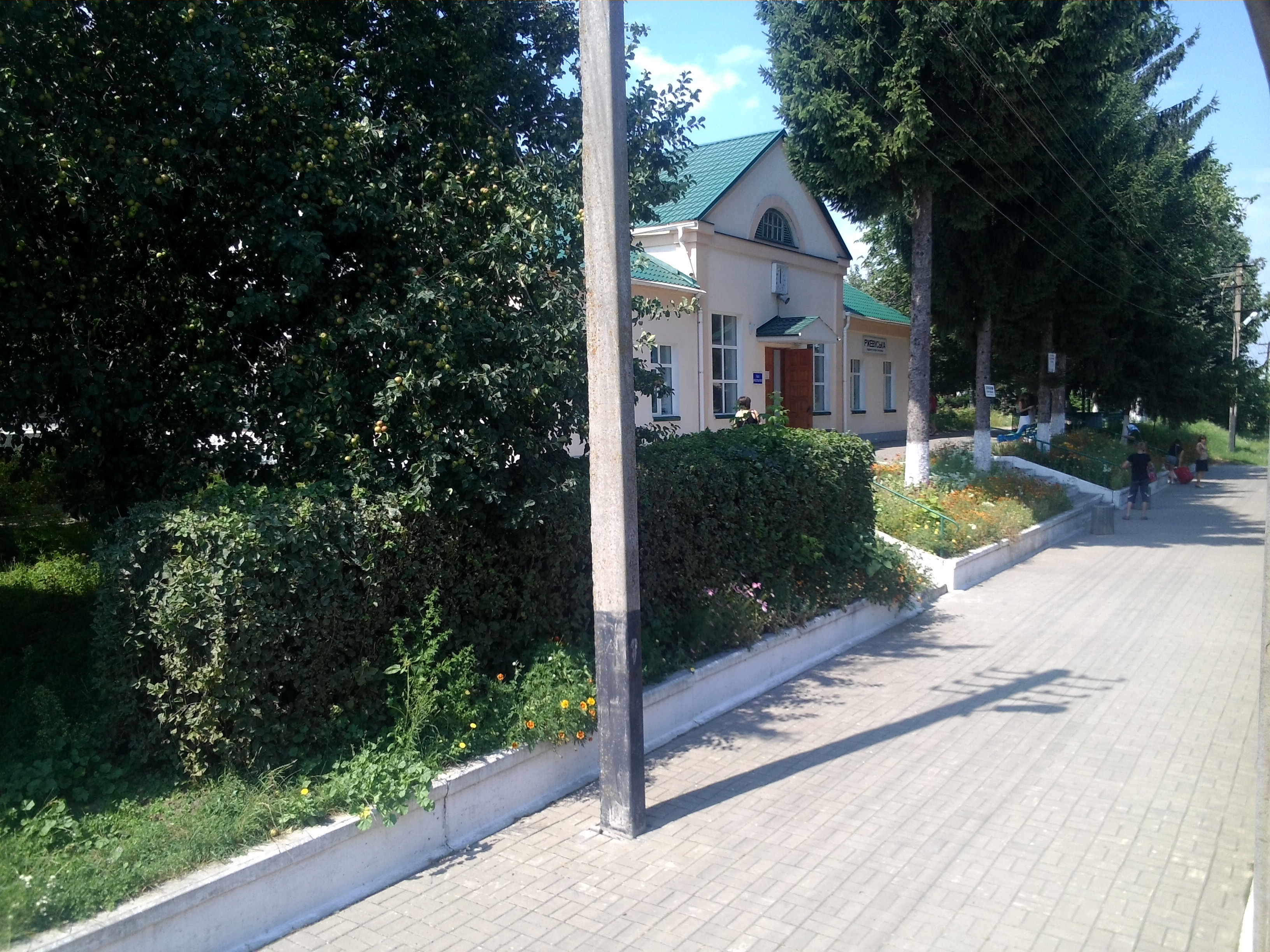
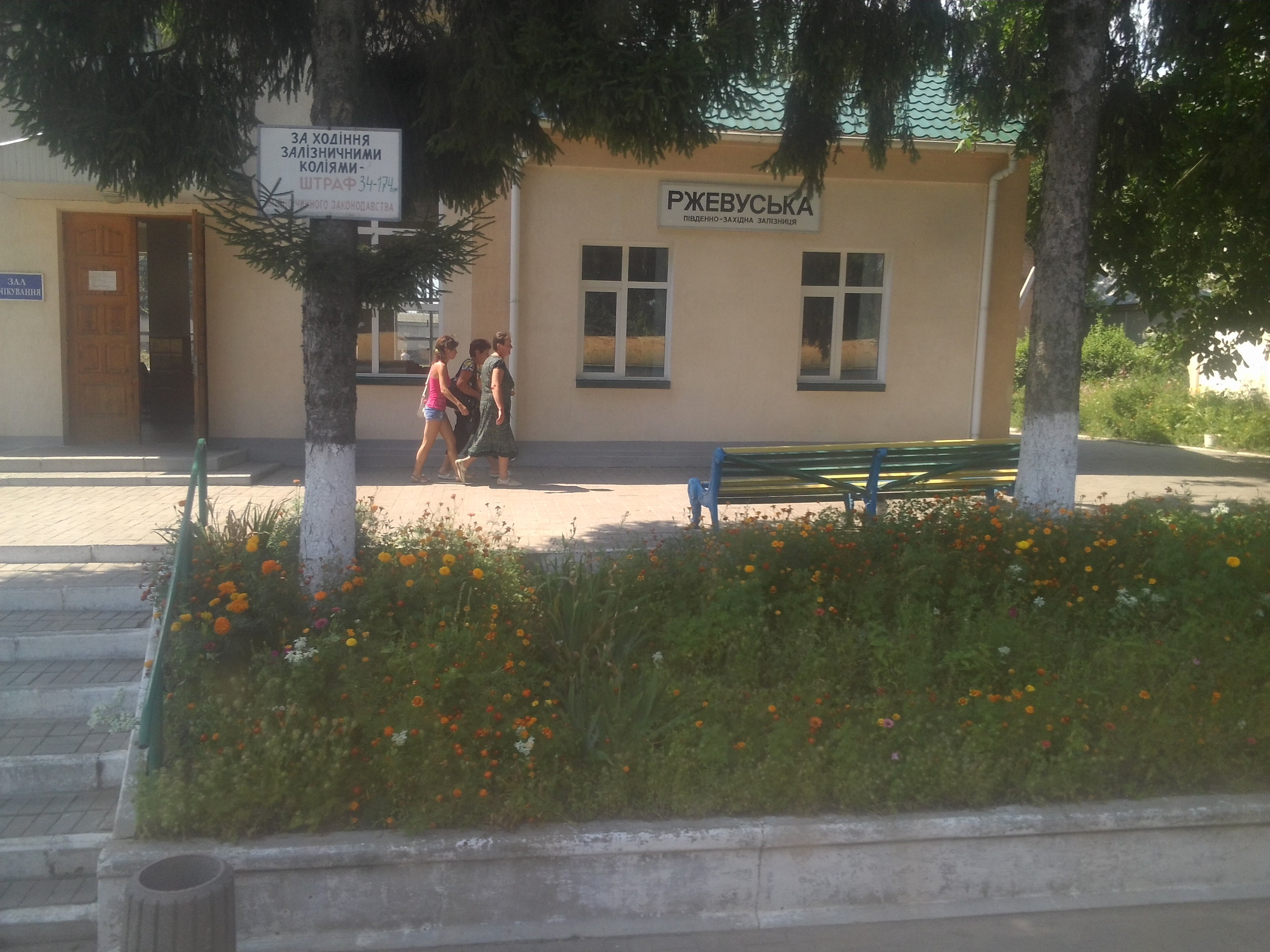
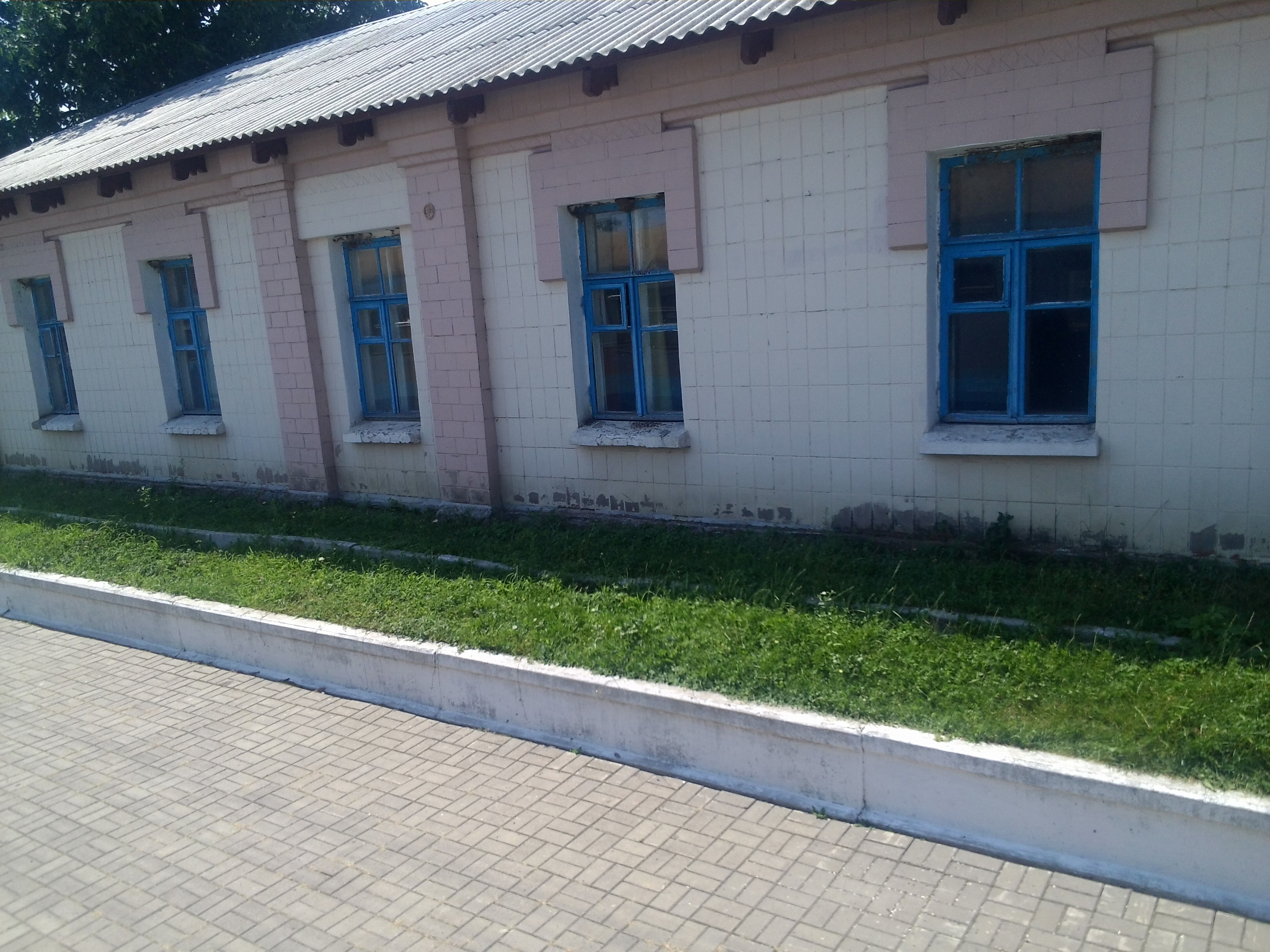